# ویلیام لوییس (شیمی فیزیکدان)
ویلیام لوییس (انگلیسی: William Lewis (physical chemist)؛ ۲۹ ژوئن ۱۸۸۵ – ۱۱ فوریه ۱۹۵۶) یک شیمی‌دان اهل بریتانیا بود.